# Coasta, Cluj
Coasta (în maghiară Gyulatelke) este un sat în comuna Bonțida din județul Cluj, Transilvania, România.
Pe Harta Iosefină a Transilvaniei din 1769-1773 (Sectio 073), localitatea apare sub numele de „Gyulatelke”. 
Prima mențiune documentară este din anul 1318.
În anul 1910 avea 528 locuitori: 469 români, 59 maghiari. Structura confesională: 455 greco-catolici, 45 reformați, 16 romano-catolici.
Se învecinează cu satele Tăușeni (aflat la 2 km de satul Coasta) și Vișea.

## Date geologice
Existența unui masiv de sare in subsolul regiunii (în prelungirea sudică a masivului de sare Sic) este trădată de înclinarea pronunțată a stratelor adiacente, de eflorescențele saline și de izvoarele sărate.

## Obiective turistice
- Conacul Dujardin
- Biserica Sfântul Ierarh Nicolae (1898)

## Vezi și
- Conacul Dujardin din Coasta
- Comuna Bonțida, Cluj
- Tăușeni, Cluj
- Lista monumentelor istorice din județul Cluj

## Imagini

Harta comunei Bonțida
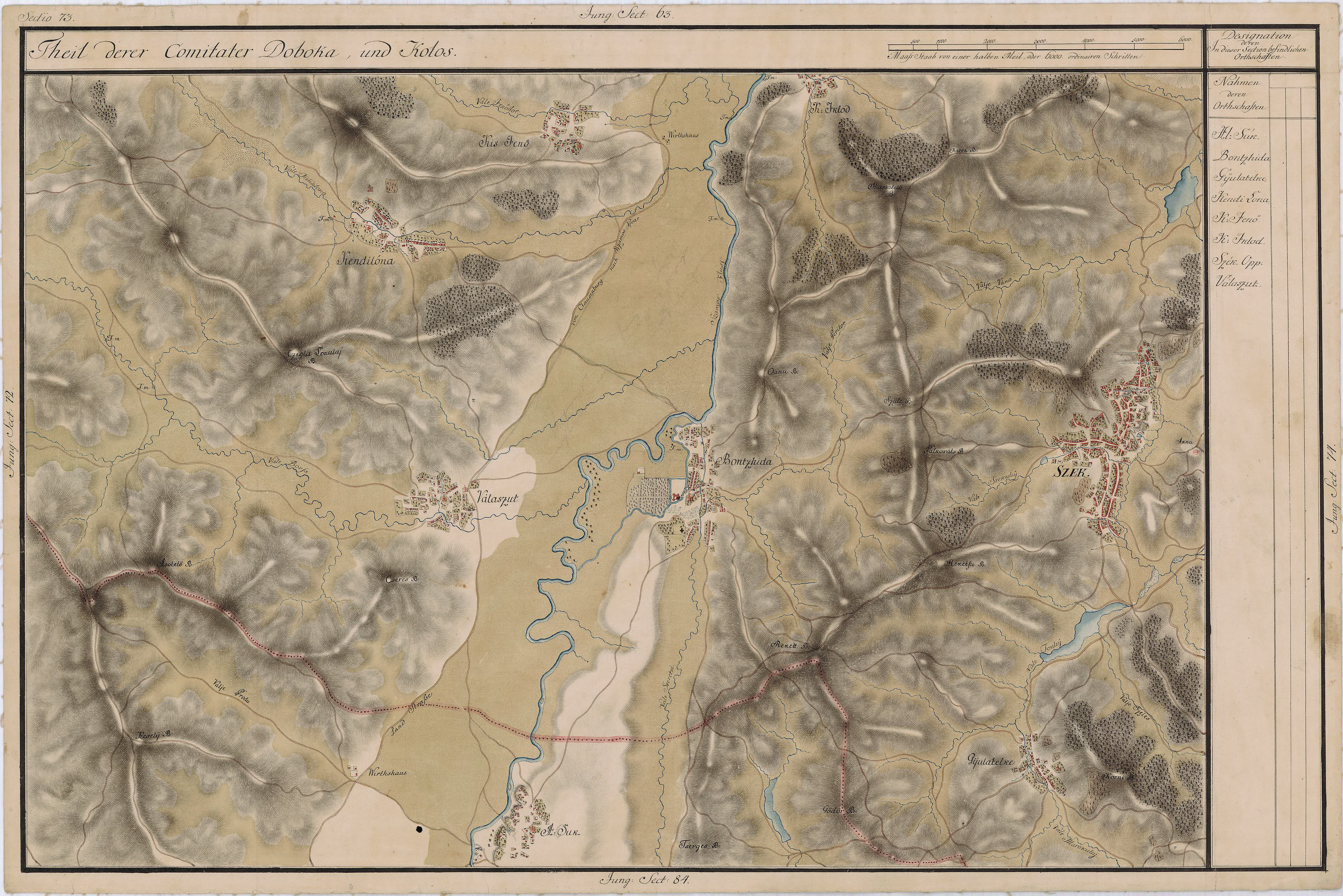
Coasta pe Harta Iosefină a Transilvaniei, 1769-1773 (Sectio 073)
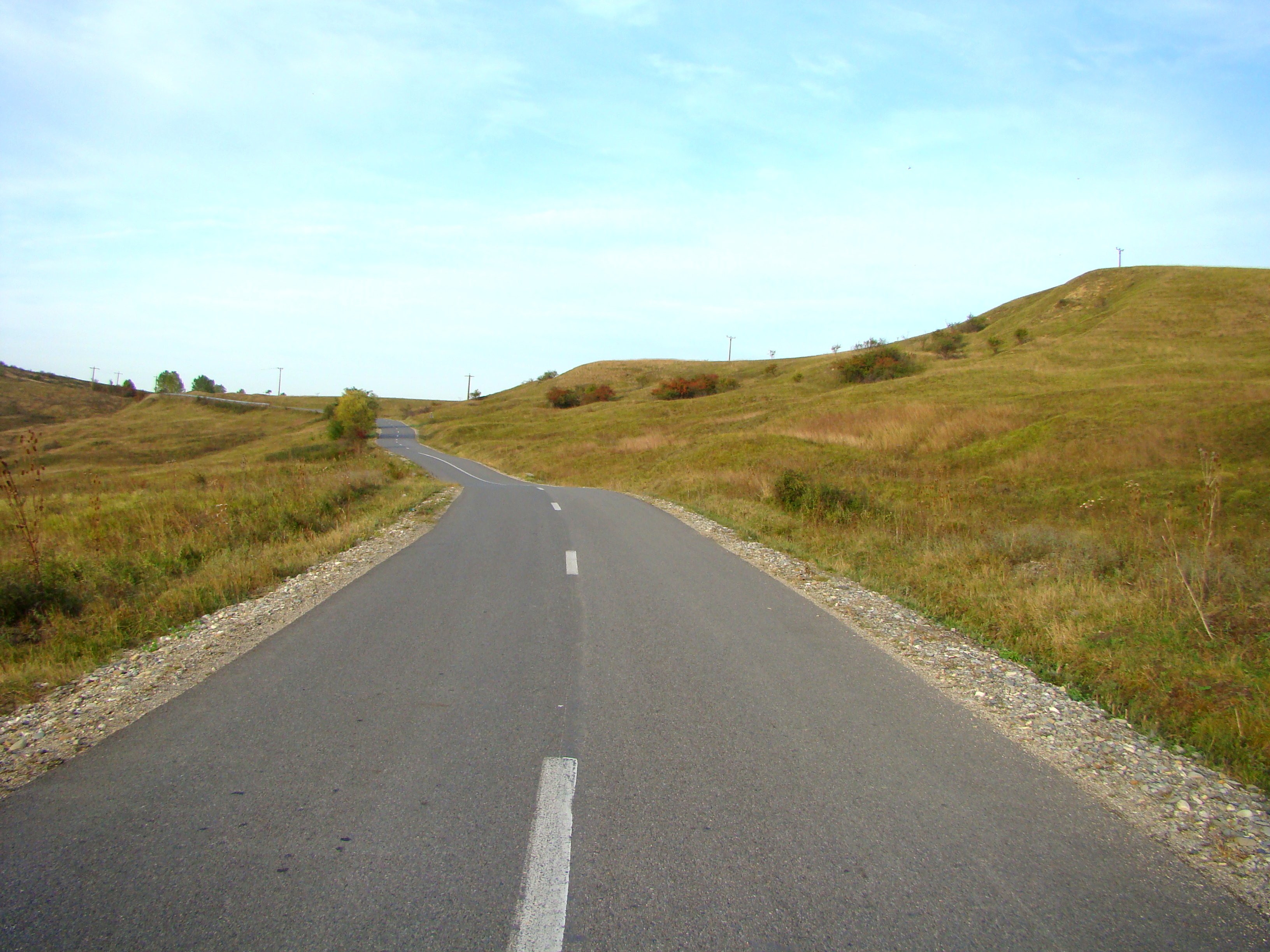
Drumul Vișea-Coasta
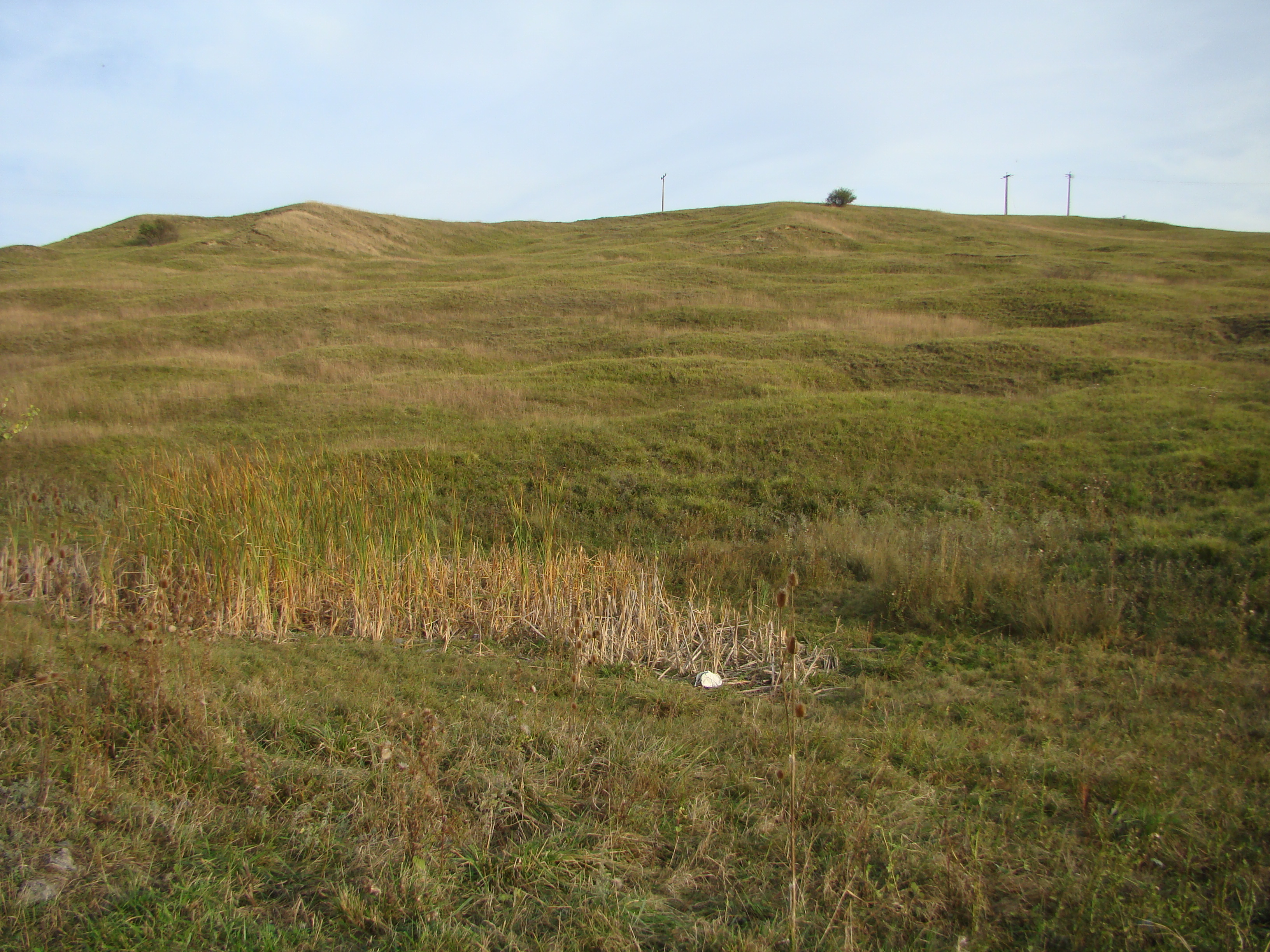
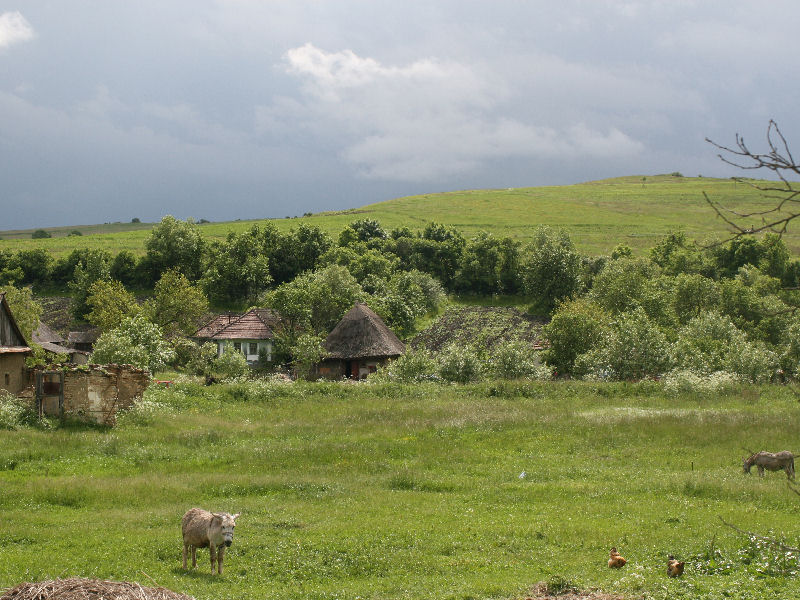
Coasta, jud.Cluj - viața la țară
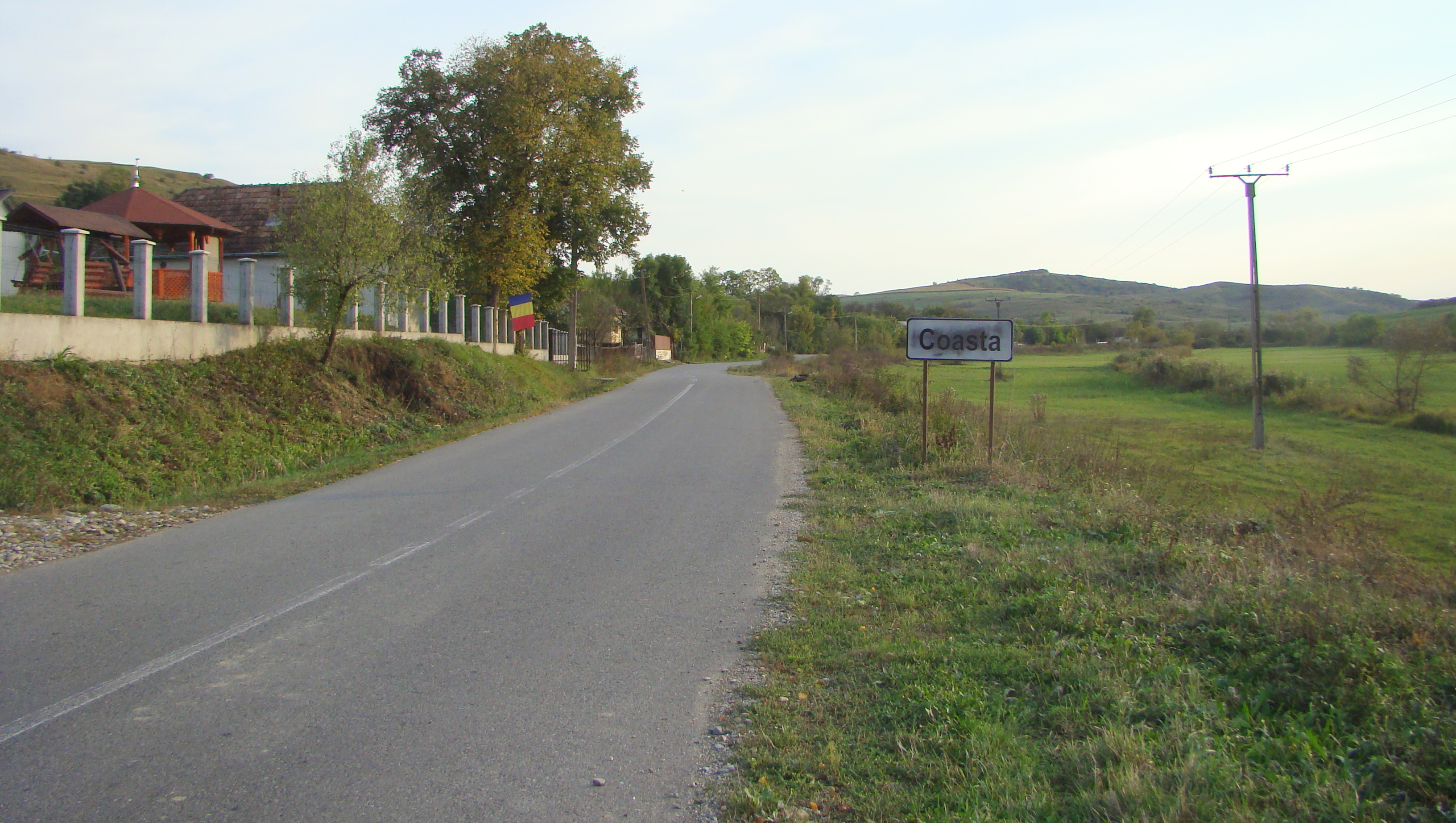
Intrarea în localitate
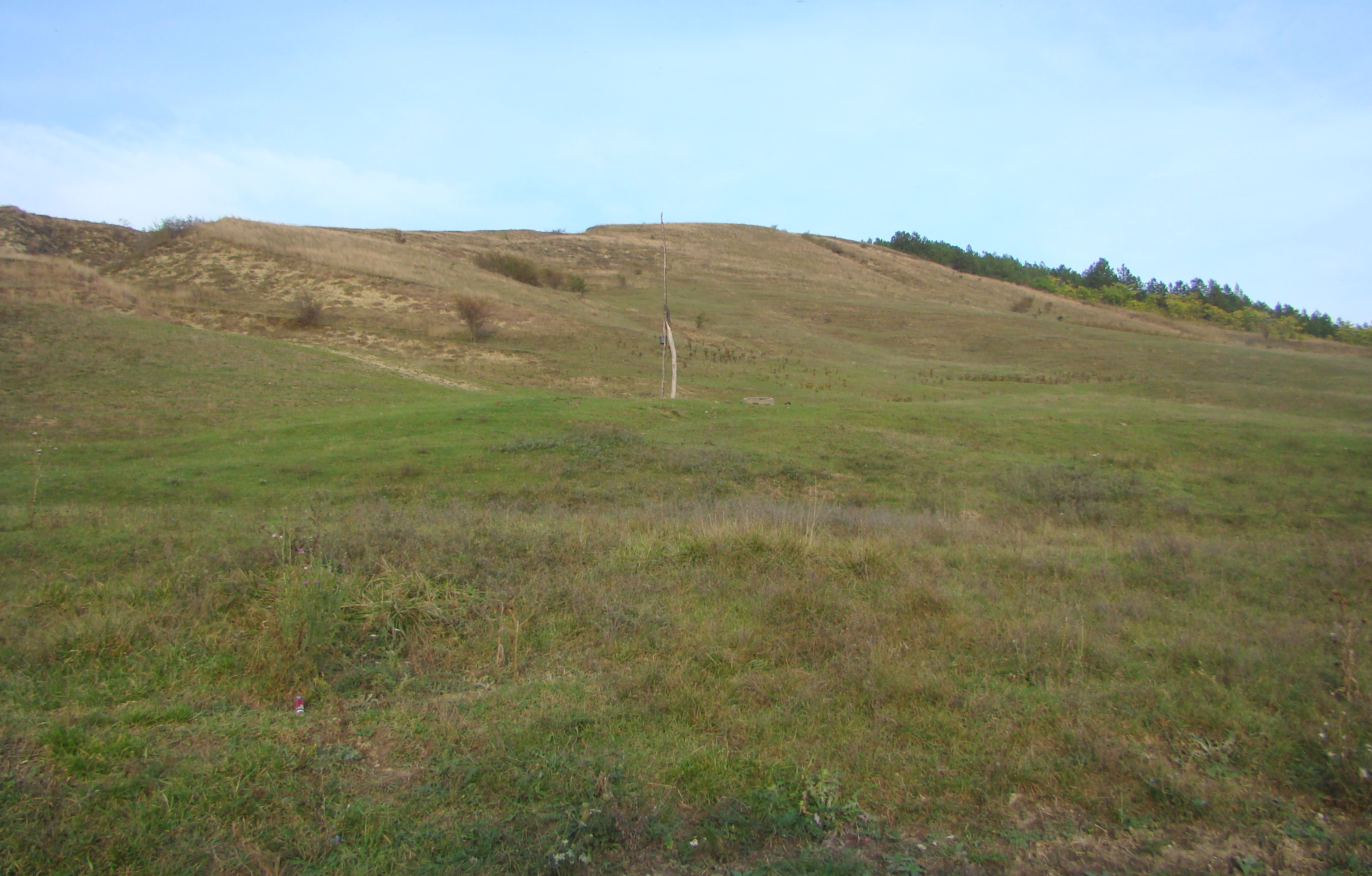
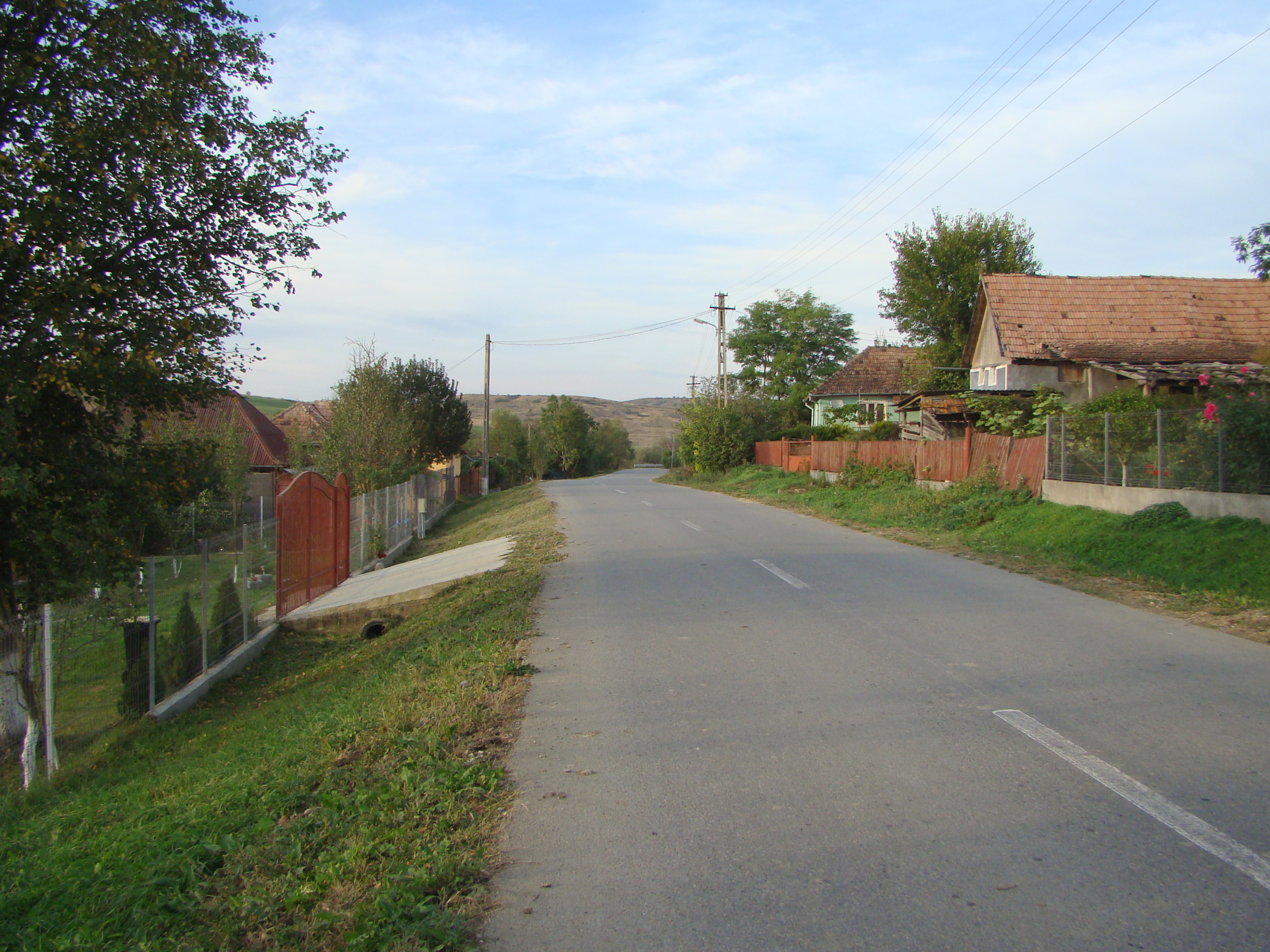
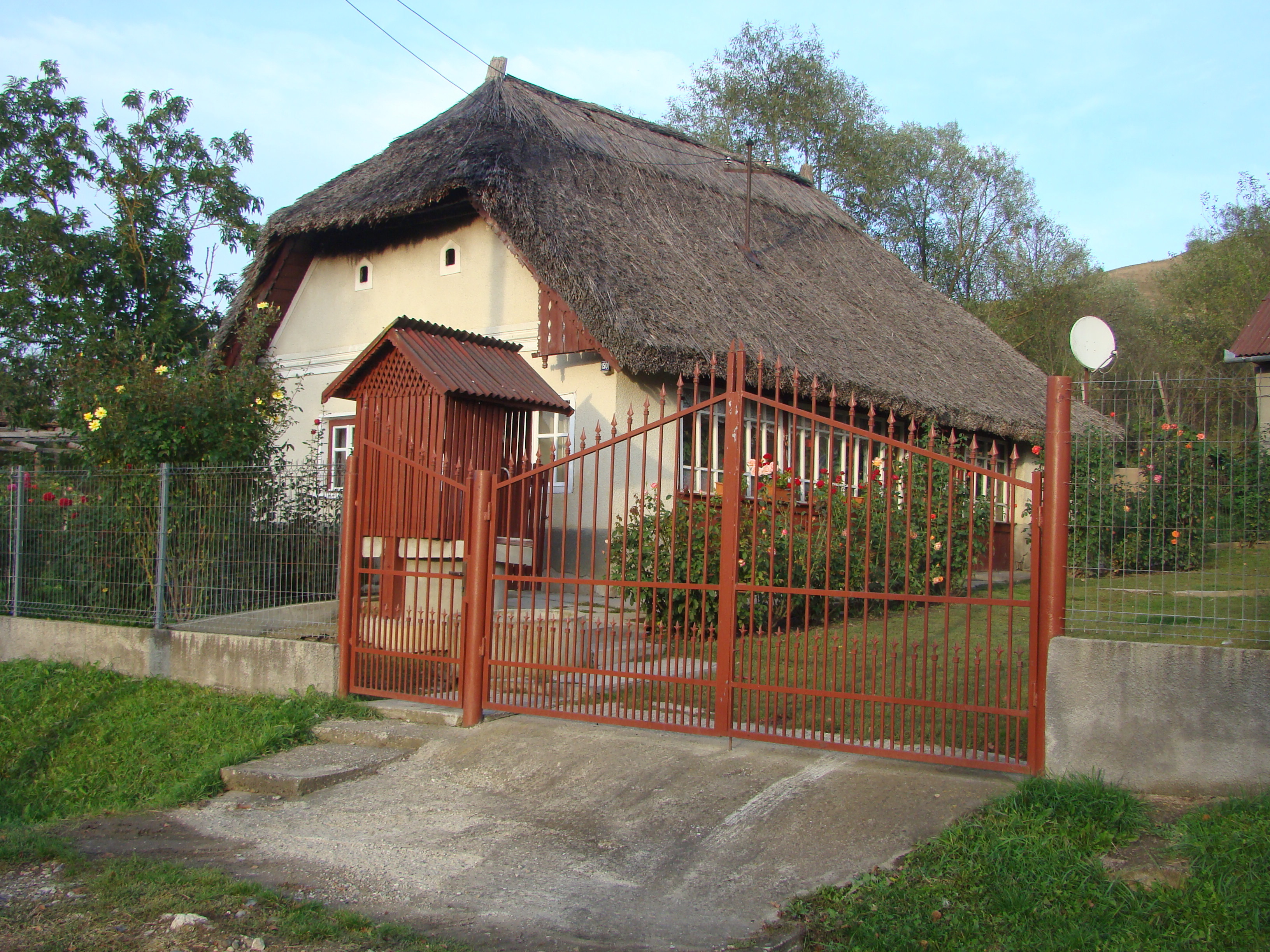
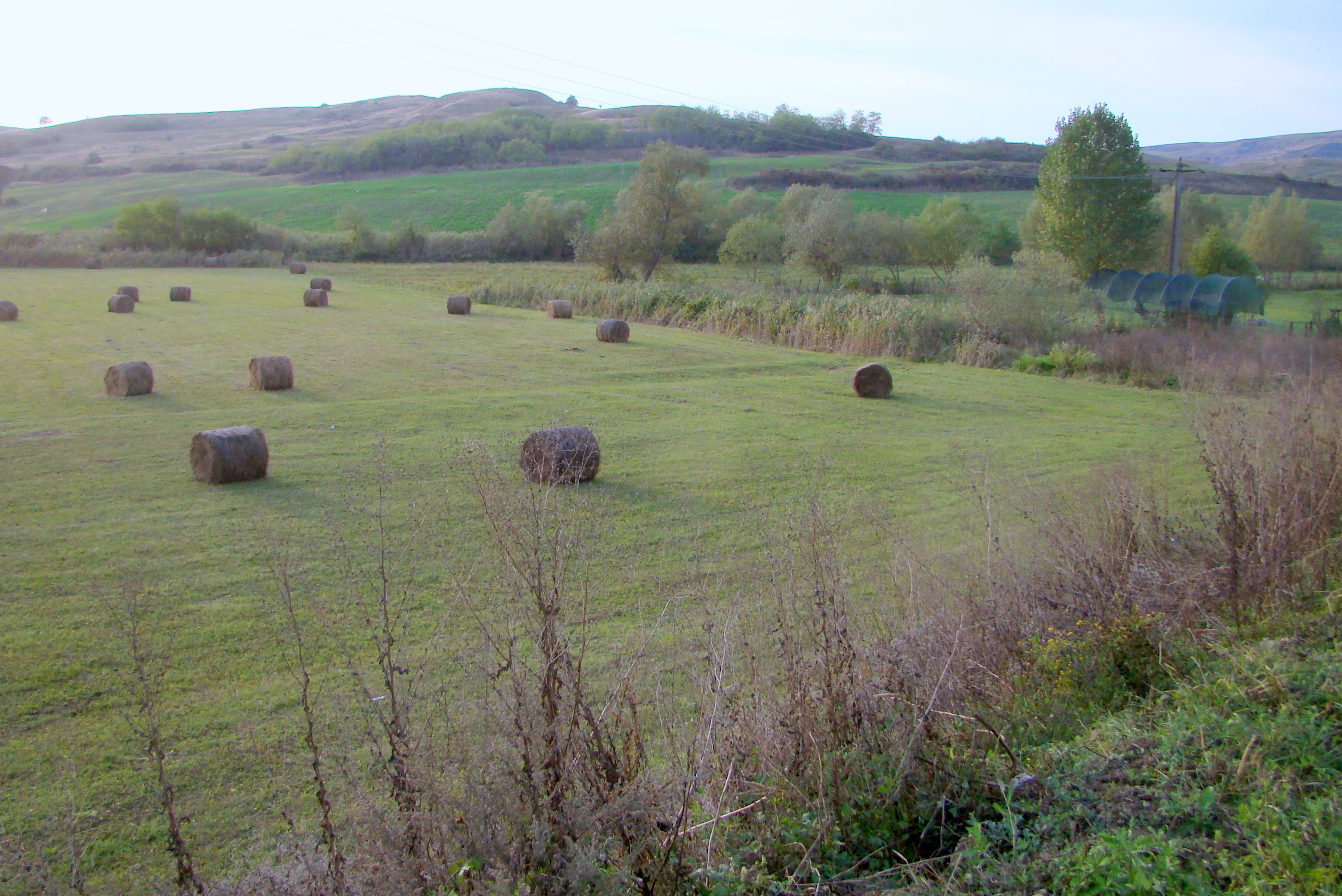
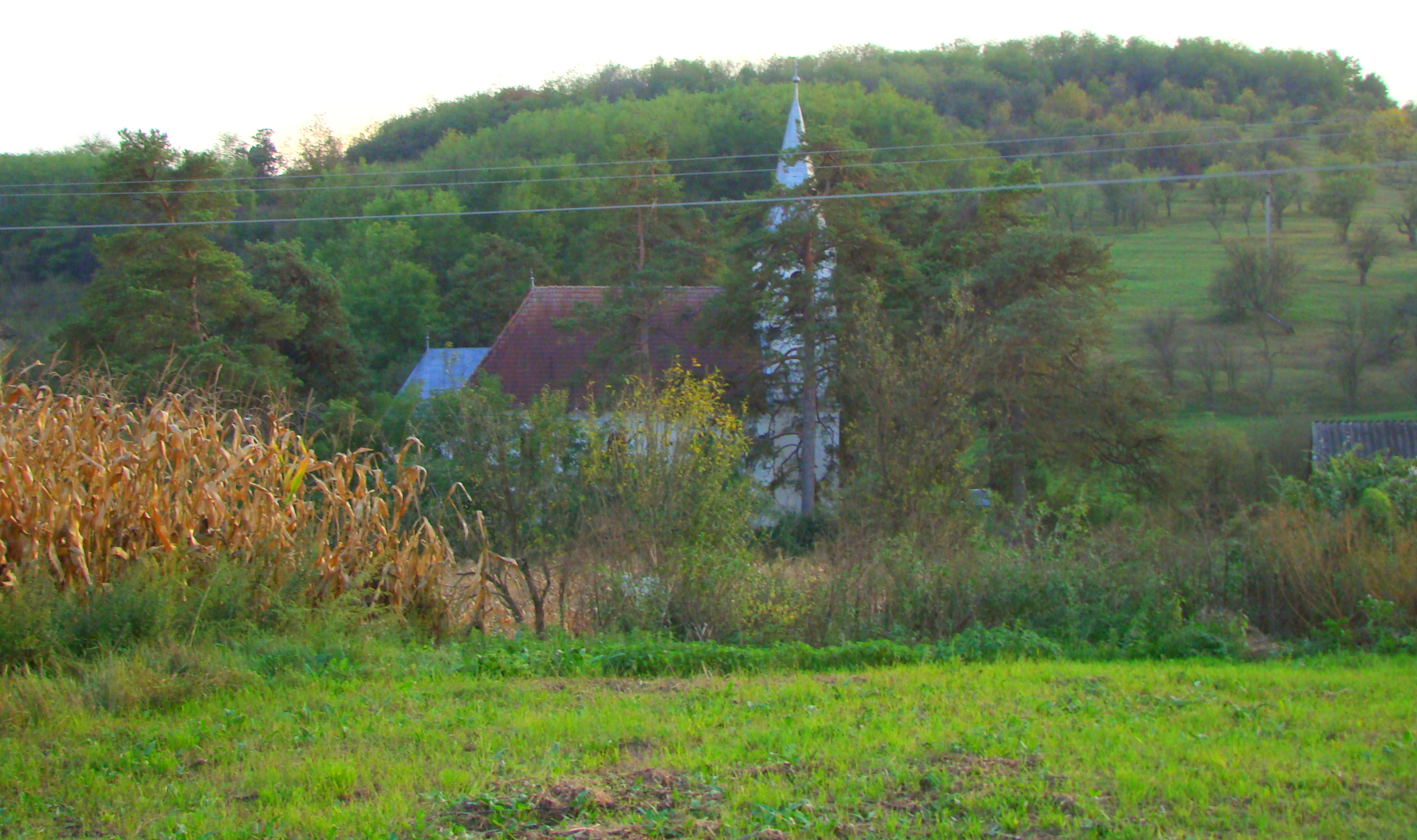
Biserica Sfântul Nicolae (1898)
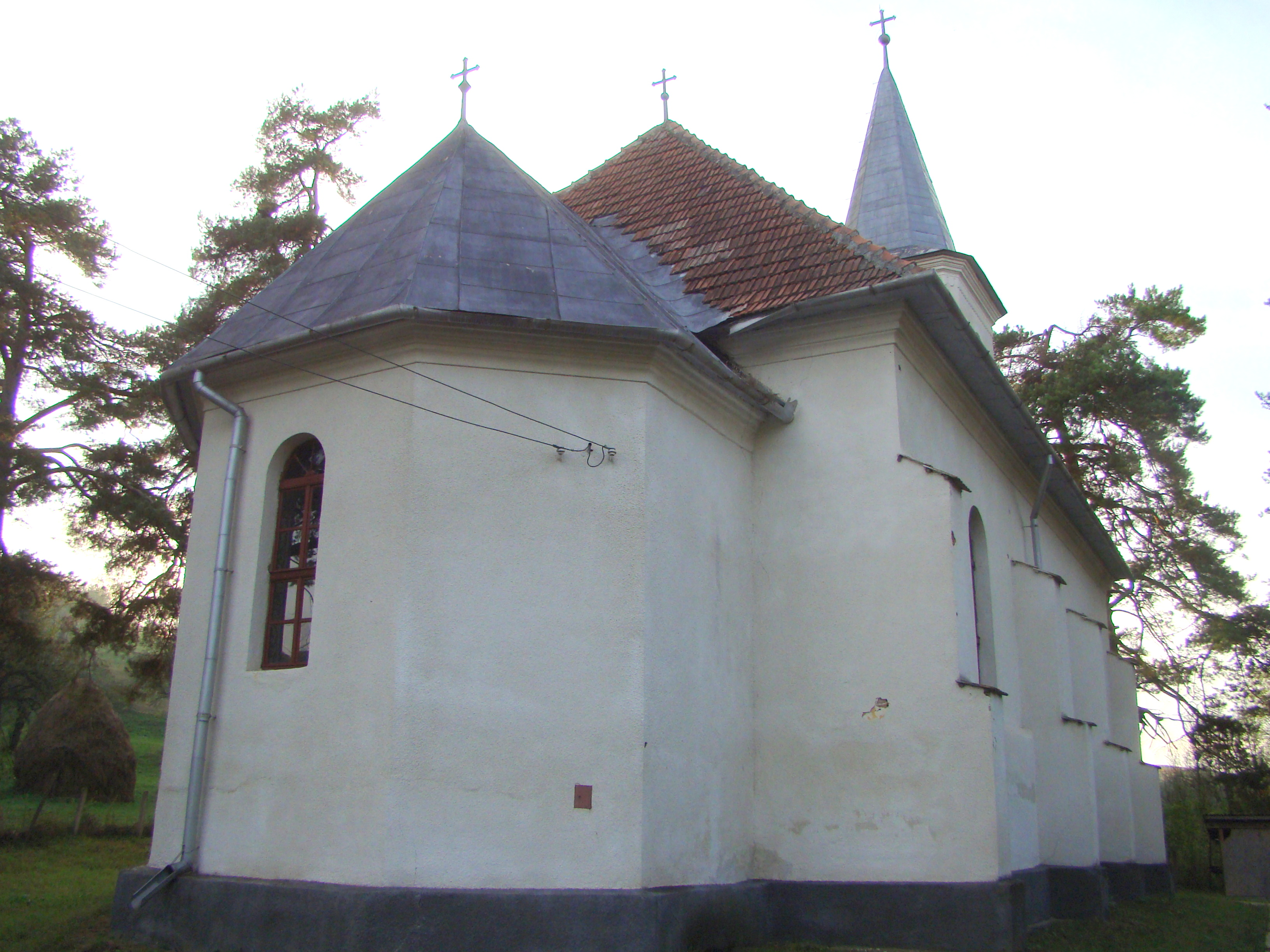
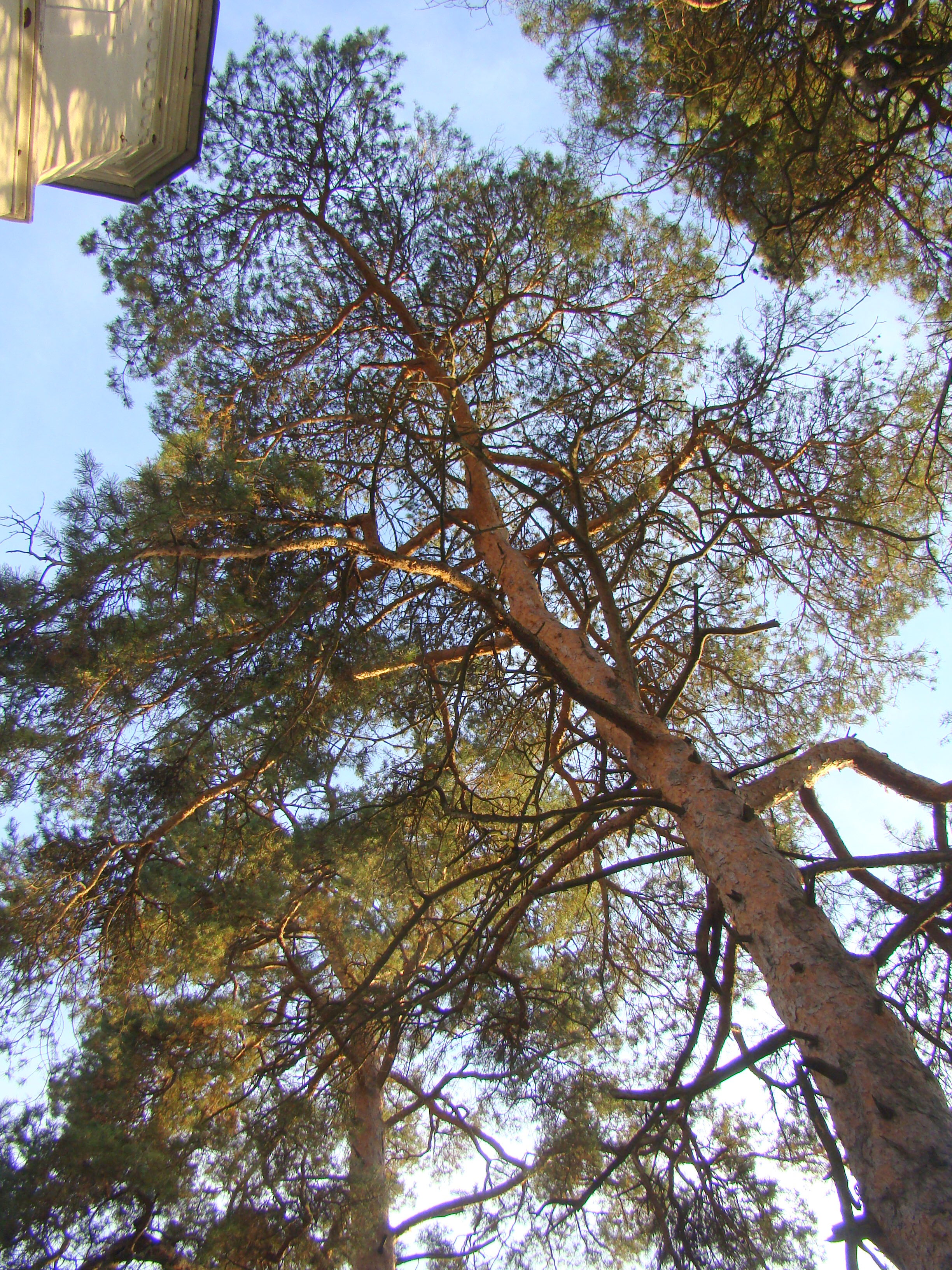
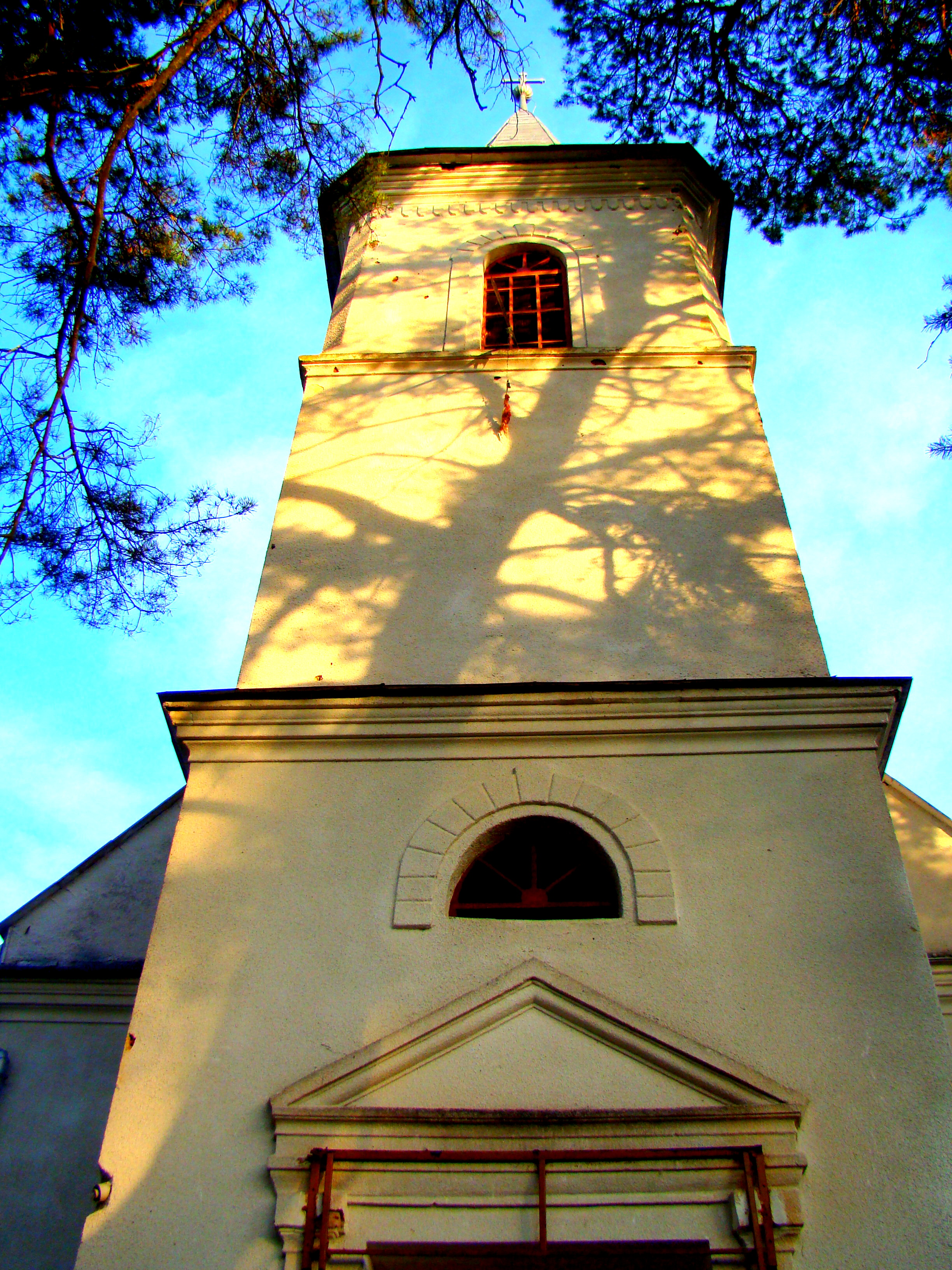
Turnul, adăugat în 1950
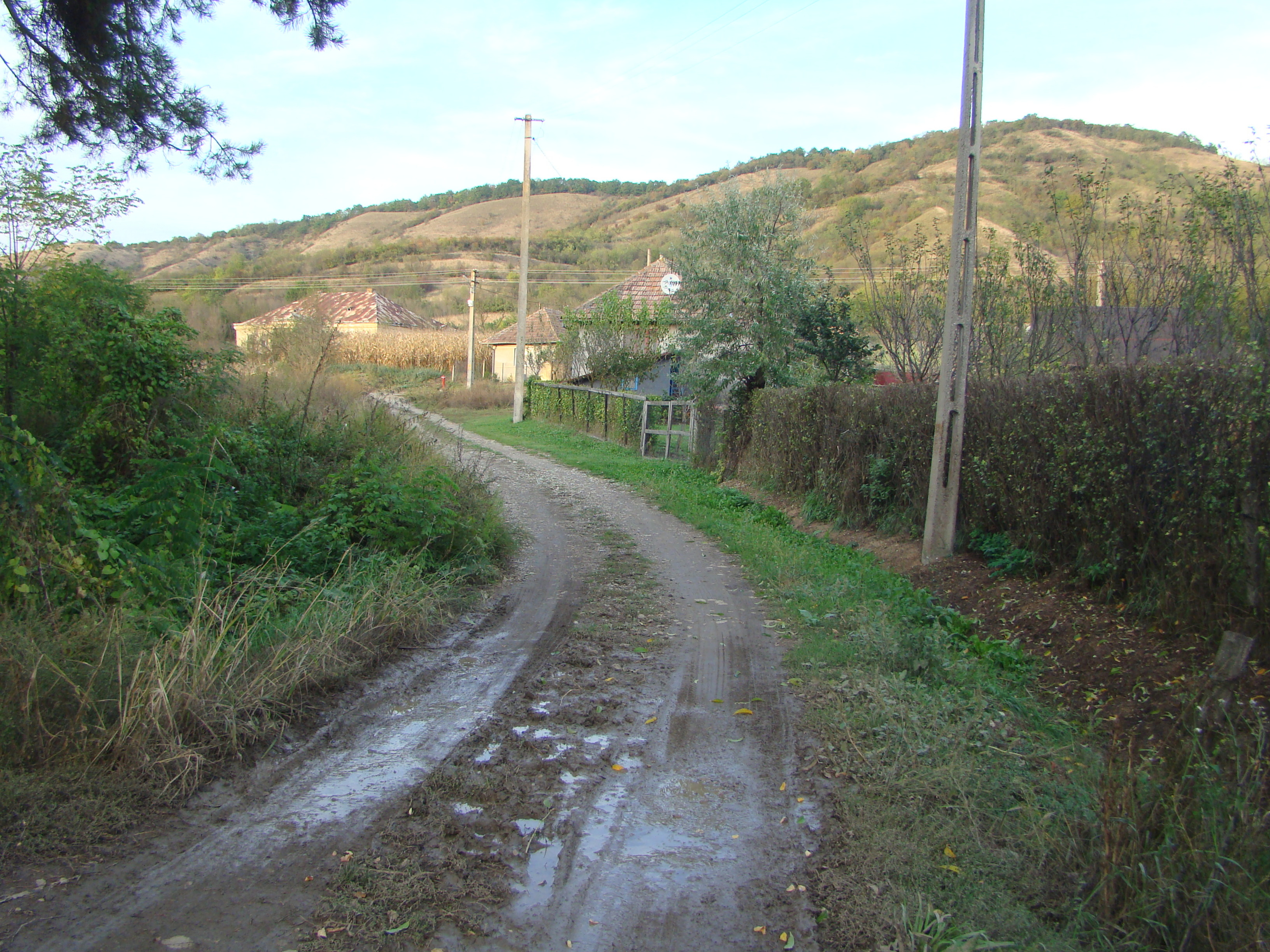
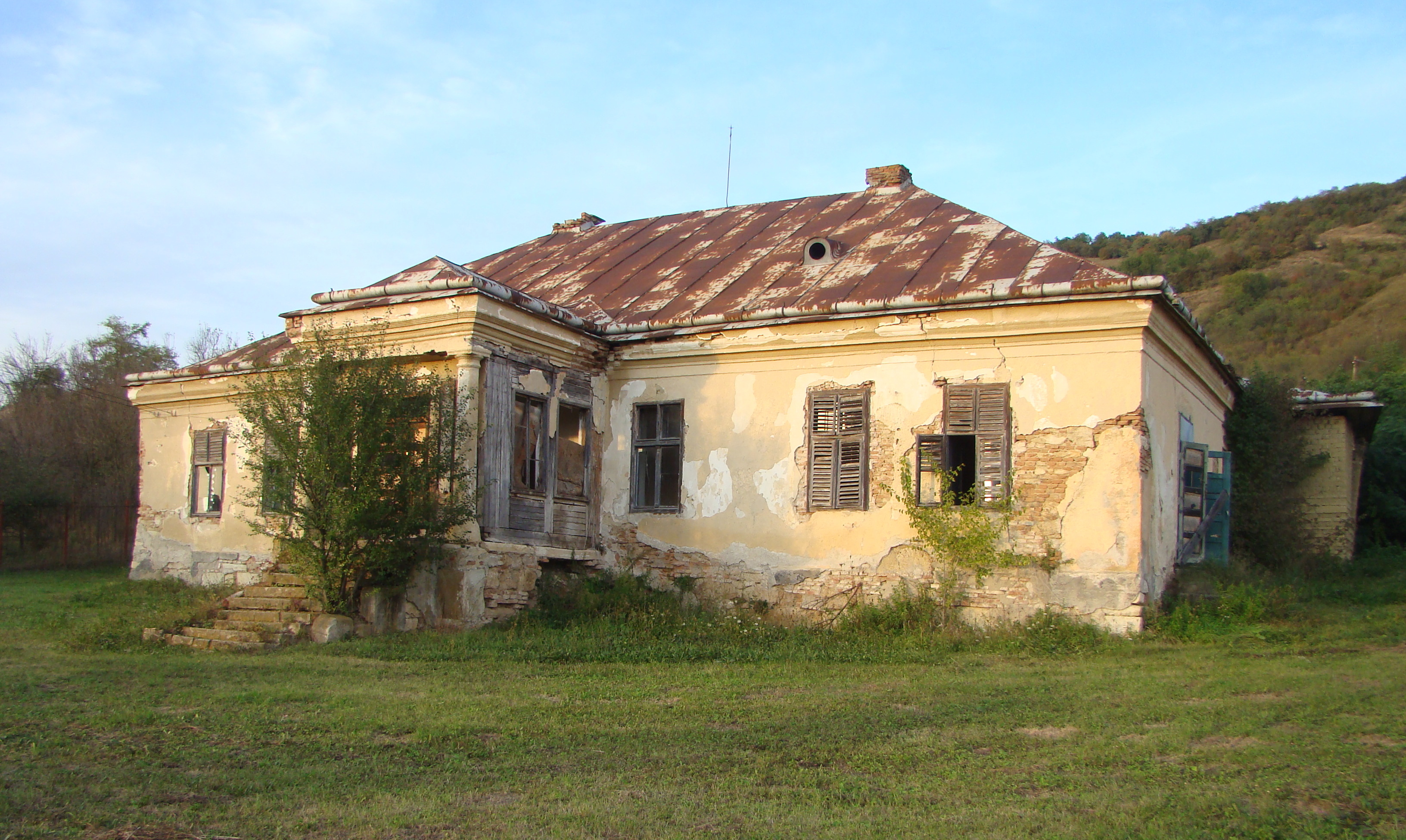
Conacul Dujardin din Coasta (monument istoric)
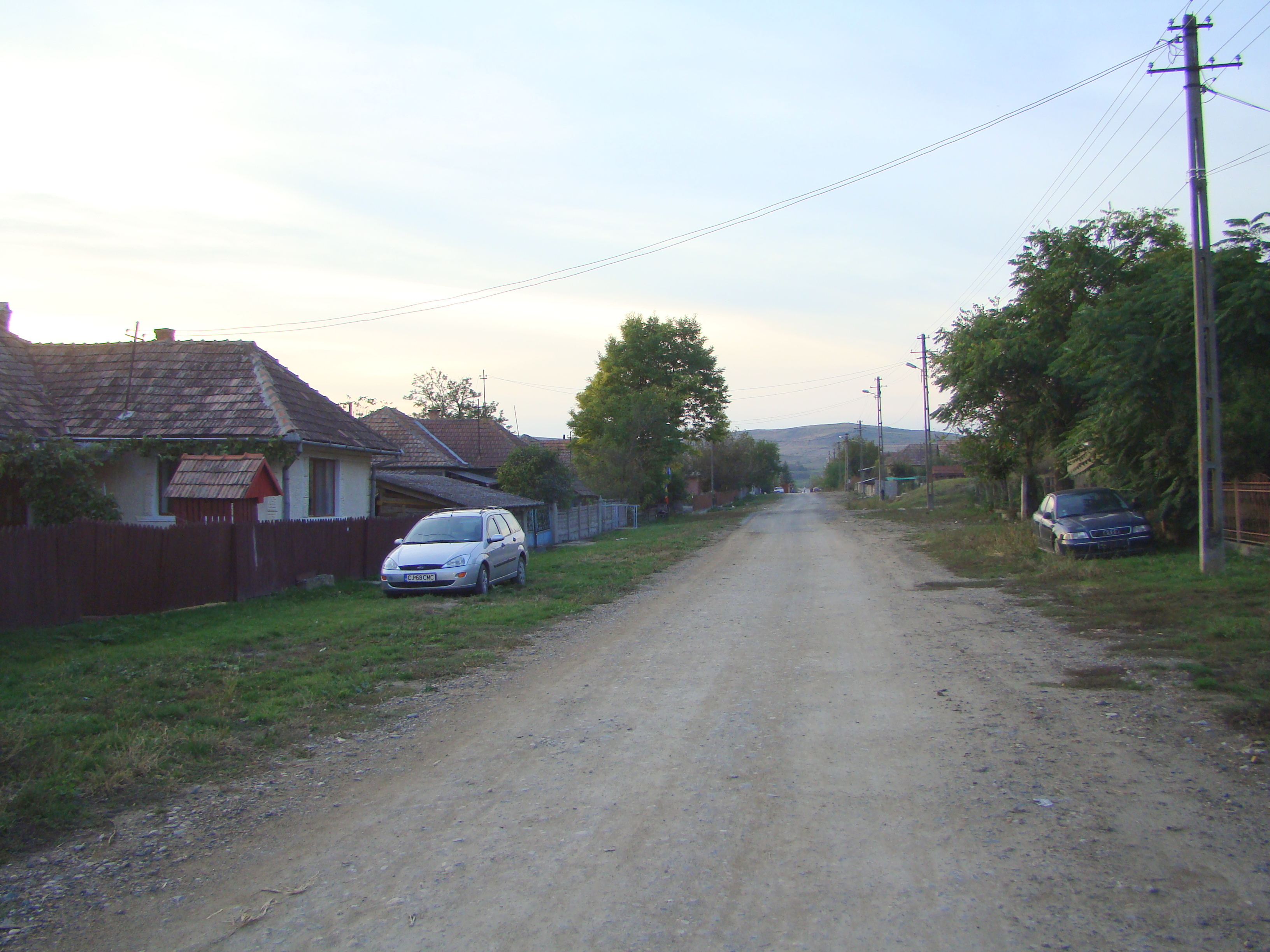
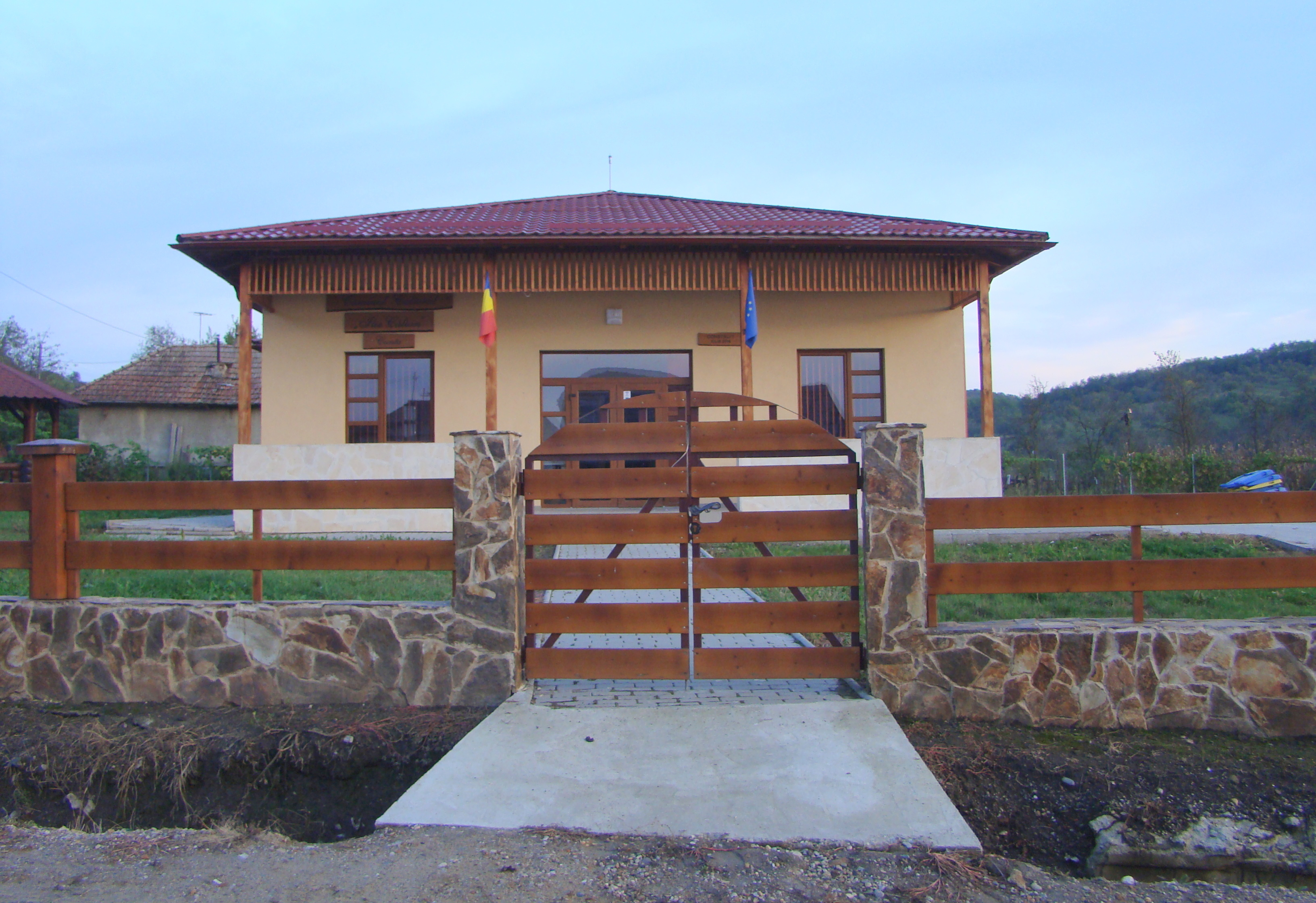
Căminul cultural
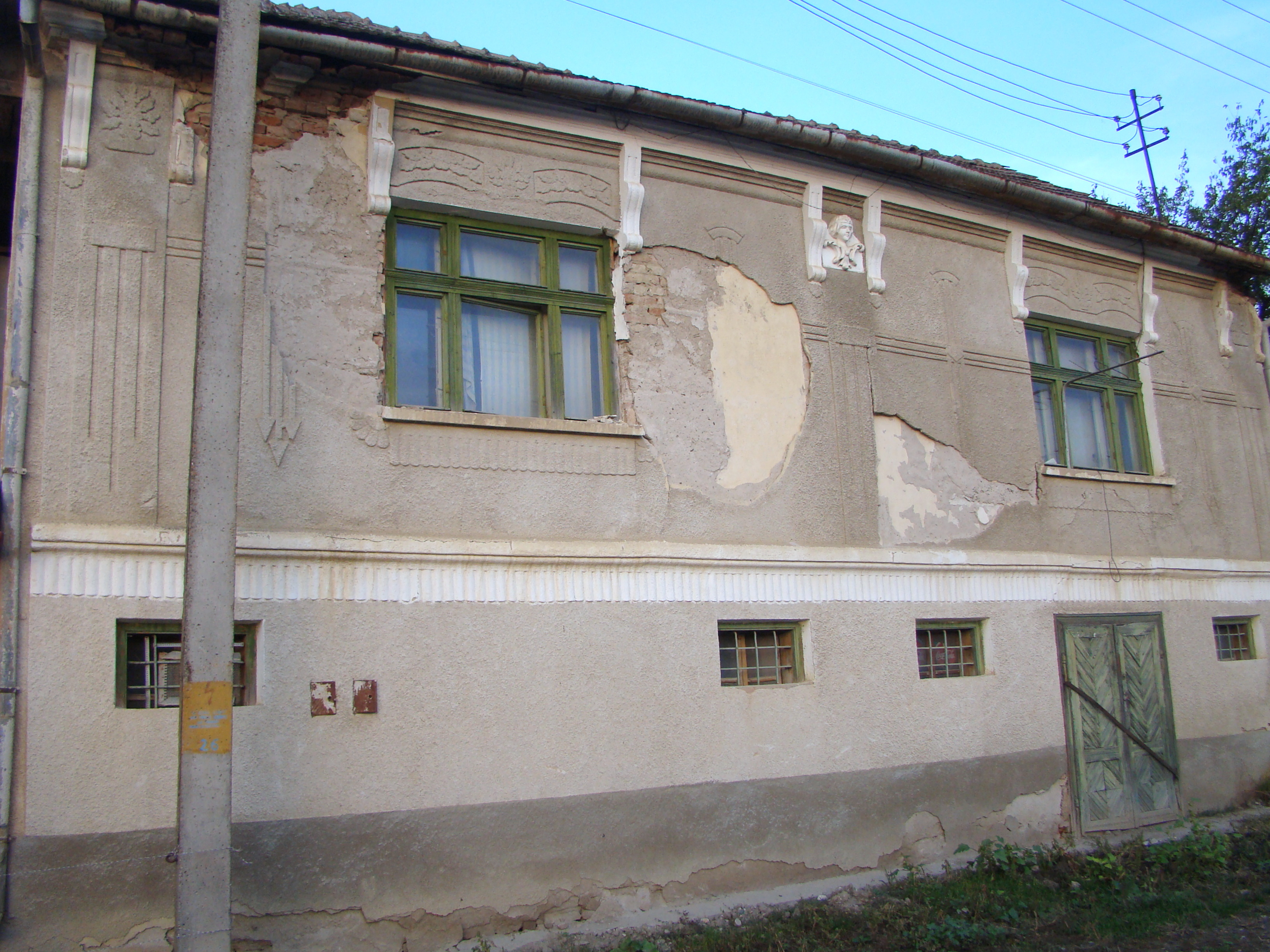
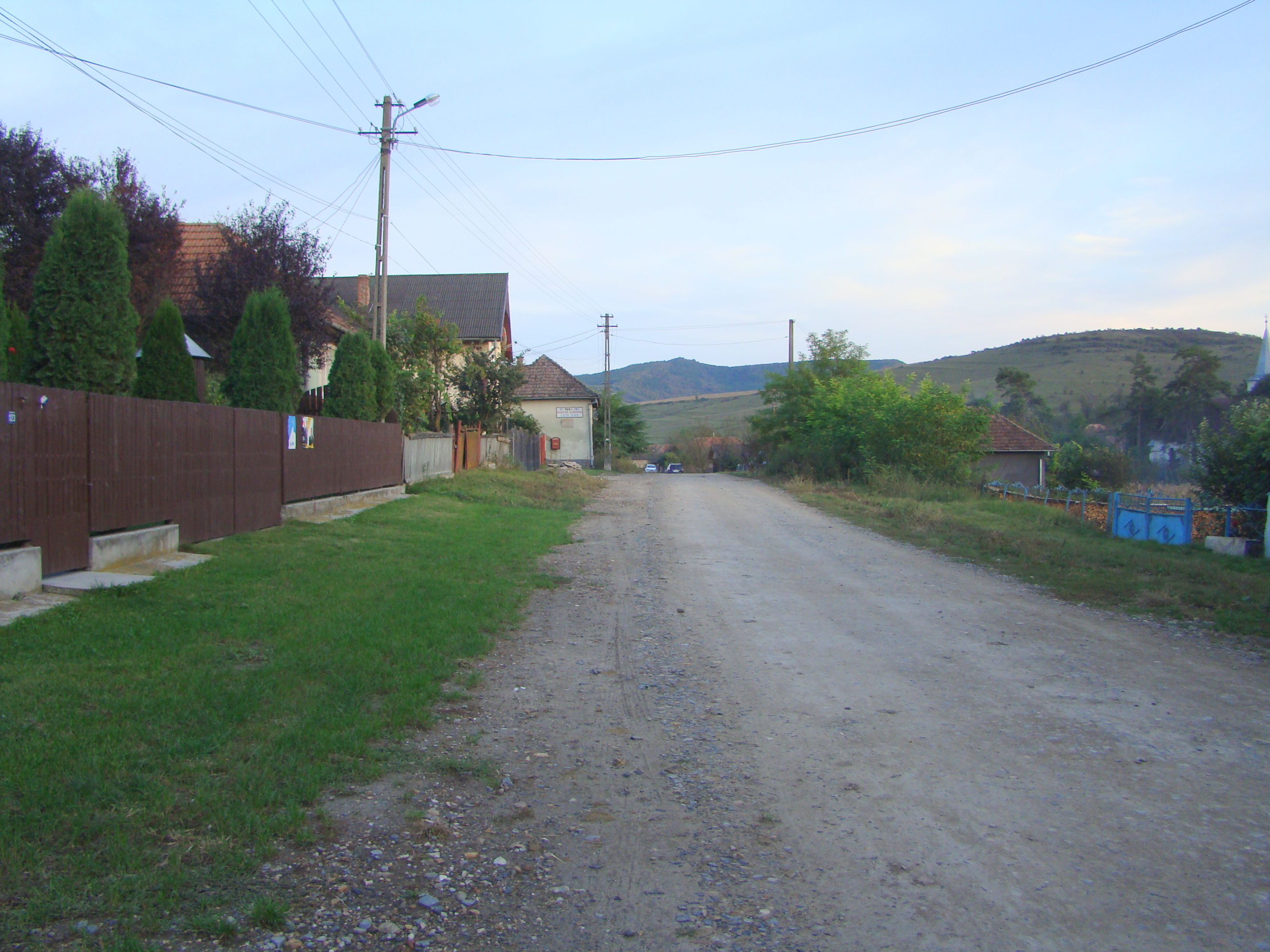